# Nora (stad)
Nora is de hoofdstad van de gemeente Nora in het landschap Västmanland en de provincie Örebro län in Zweden. De plaats heeft 6496 inwoners (2005) en een oppervlakte van 646 hectare. Nora ligt 30 kilometer ten noorden van Örebro en aan het meer Norasjön.

## Geschiedenis
Nora is een oude mijnstad en een van de best bewaard gebleven houten steden van Zweden. De meeste houten gebouwen dateren uit de achttiende en negentiende eeuw. Deze gebouwen worden nog steeds gebruikt als winkel, atelier of woning. Nora kreeg in het jaar 1643 stadsrechten, tegelijk met het (naar Zweedse maatstaven) nabijgelegen Lindesberg. De landelijke overheid had hiervoor tevergeefs geprobeerd de inwoners van de twee steden te laten verhuizen naar een nieuwe stad, Järle genaamd.
Nora, Gyttorp, Pershyttan en de museumspoorlijn Nora Bergslags Veteran-Jernväg kregen in 2002 gezamenlijk een Europa Nostra diploma, een internationale prijs voor monumentenzorg.
Iets ten noorden van Nora ligt aan het Fåsjonstrand het Åkerby Skulpturpark, dat met 6 hectare en meer dan 130 sculpturen het grootste beeldenpark van Zweden is.

## Verkeer en vervoer
Bij de plaats lopen de Länsväg 243 en Länsväg 244.
De plaats heeft een station aan de spoorlijn Karlskoga - Ervalla.

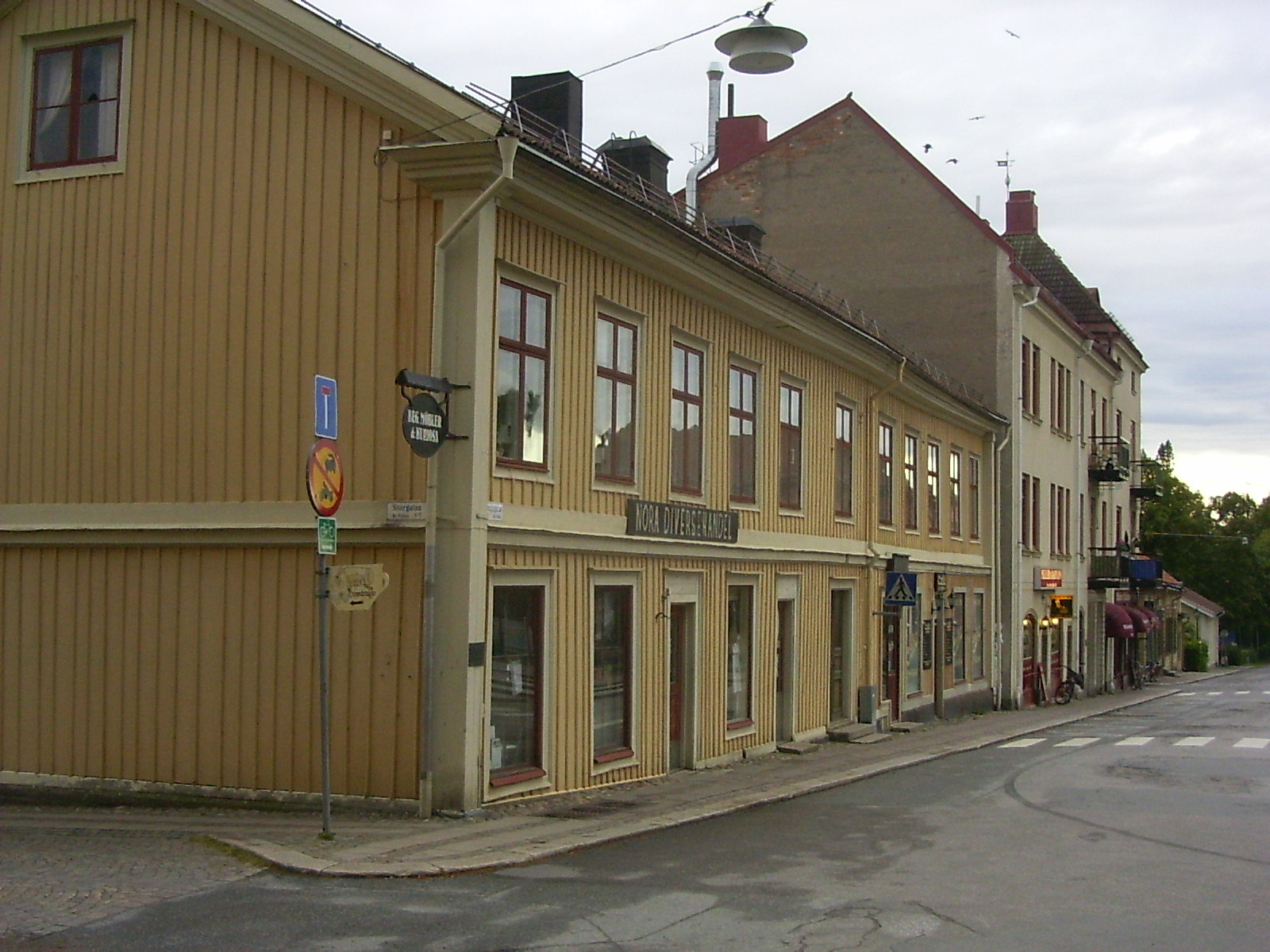
Houten huizen in het centrum van Nora